# 本荘公園
本荘公園（ほんじょうこうえん）は、秋田県由利本荘市にある公園である。
大正時代に本荘城の跡地に整備された。
1952年（昭和27年）6月20日に本荘公園は秋田魁新報社主催の第一回秋田県観光三十景(有効投票約百九十五万票)では第29位(三万三千六百七十二票)に選出された。

## 園内の様子
本荘城の城跡は、おもに由利本荘市役所とこの本荘公園となっている。藩政時代の遺構は多くないが、1990年代以降積極的な再整備が行われ、城門の復元や休憩施設「本丸の館」（園内を見下ろす小展望台となっている）、体験学習施設「修身館」、あずまや等の整備や、園路の舗装がされ、史跡の雰囲気を活かした整備がなされた。また園内には温水プール「遊泳館」、鶴舞球場などスポーツ施設もある。御手作堤をはさんで鶴舞温泉もあり、一帯が市民の憩いの場となっている。春には、4月は約1,200本のソメイヨシノ、5月は約10,000本の色とりどりのツツジが咲く。

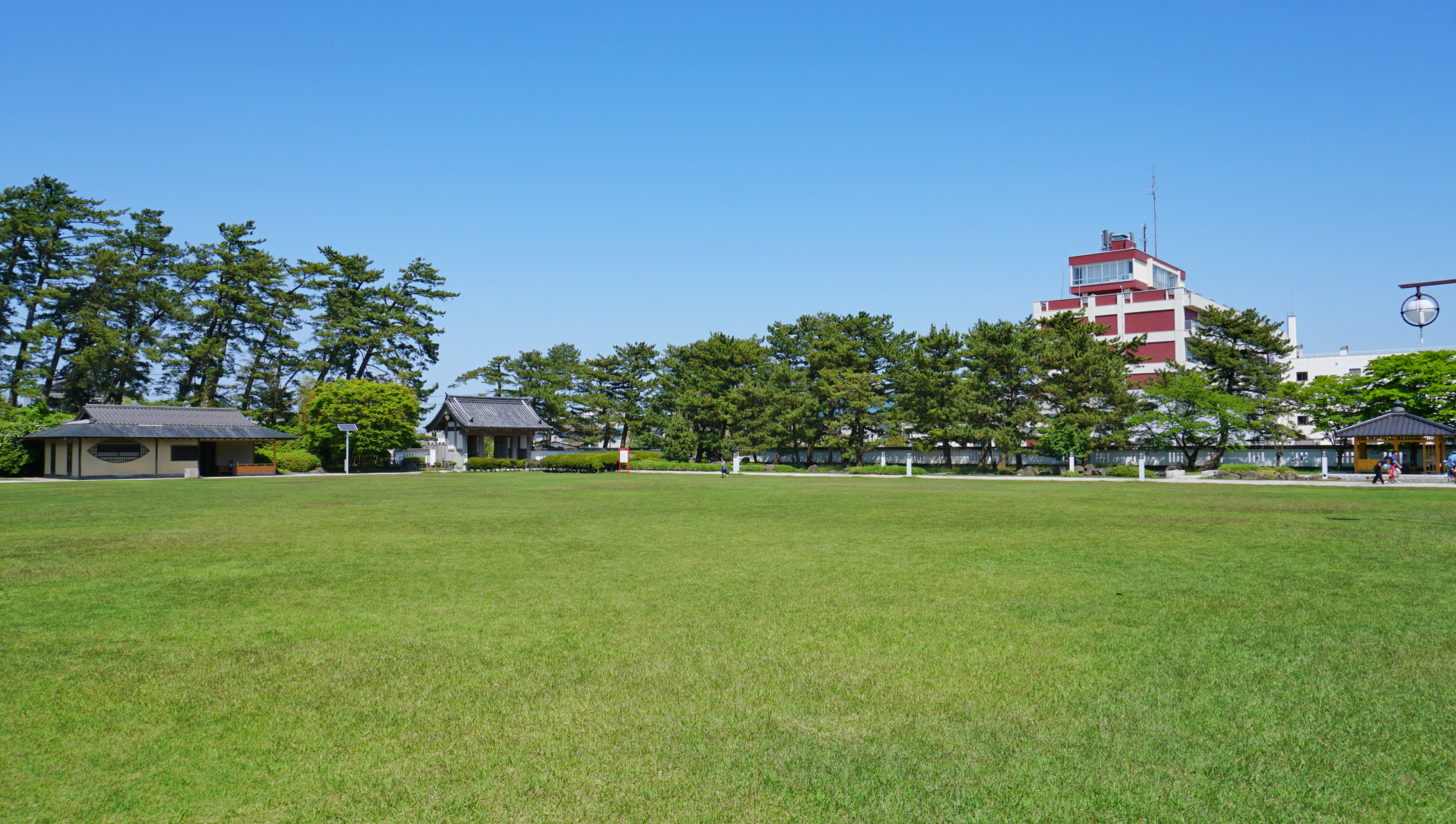
大手門広場
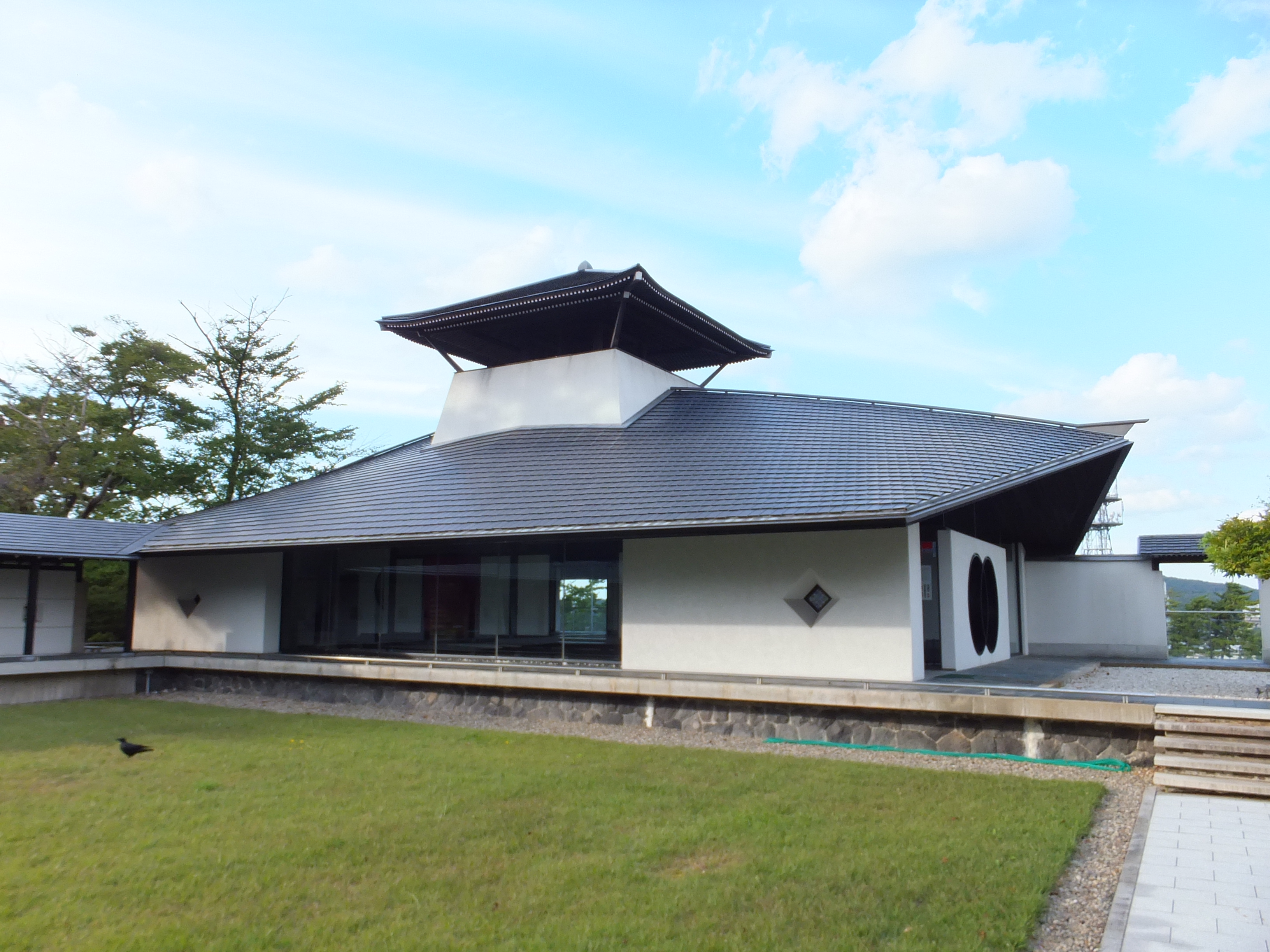
本丸の館
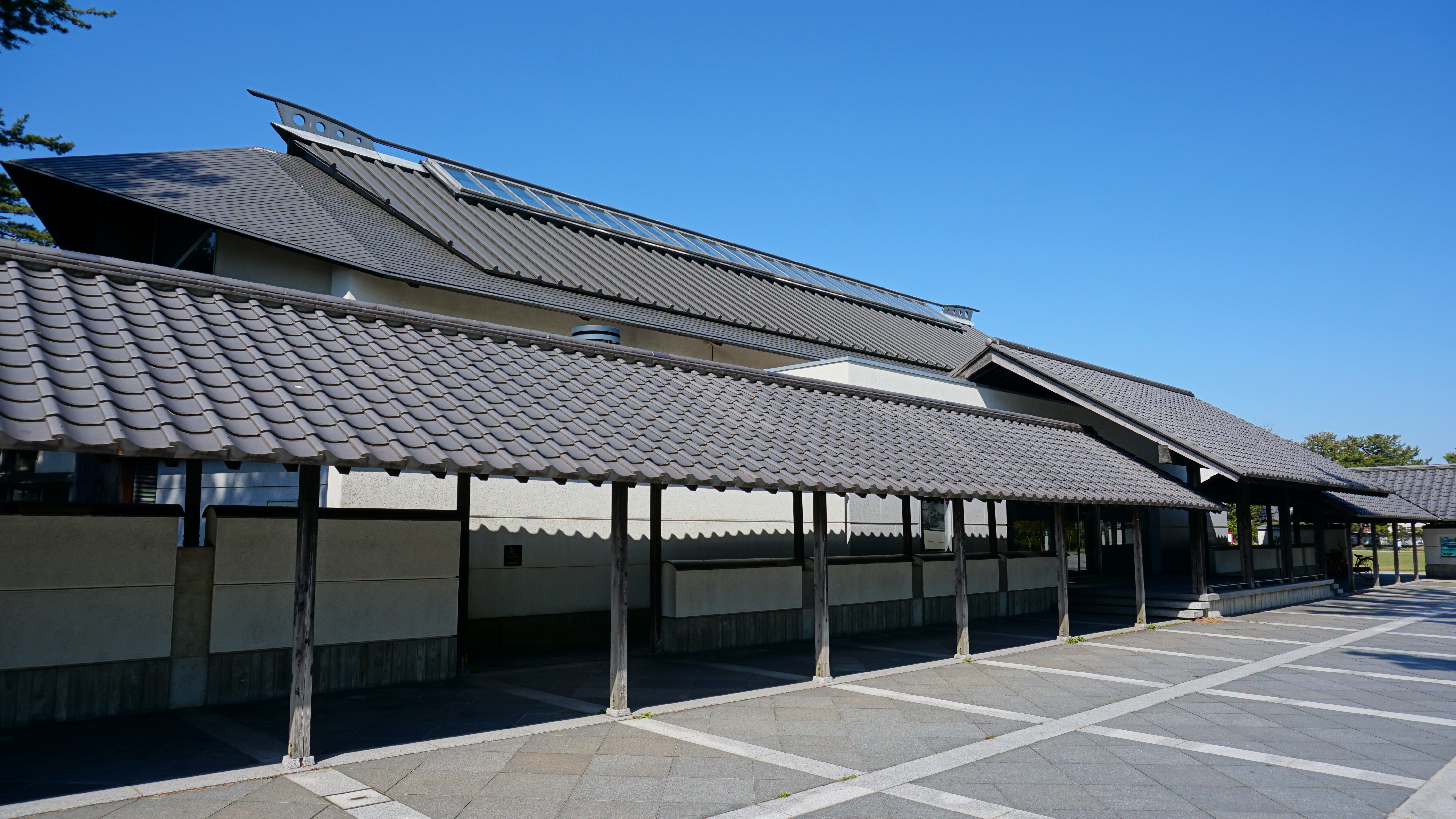
市民プール「遊泳館」
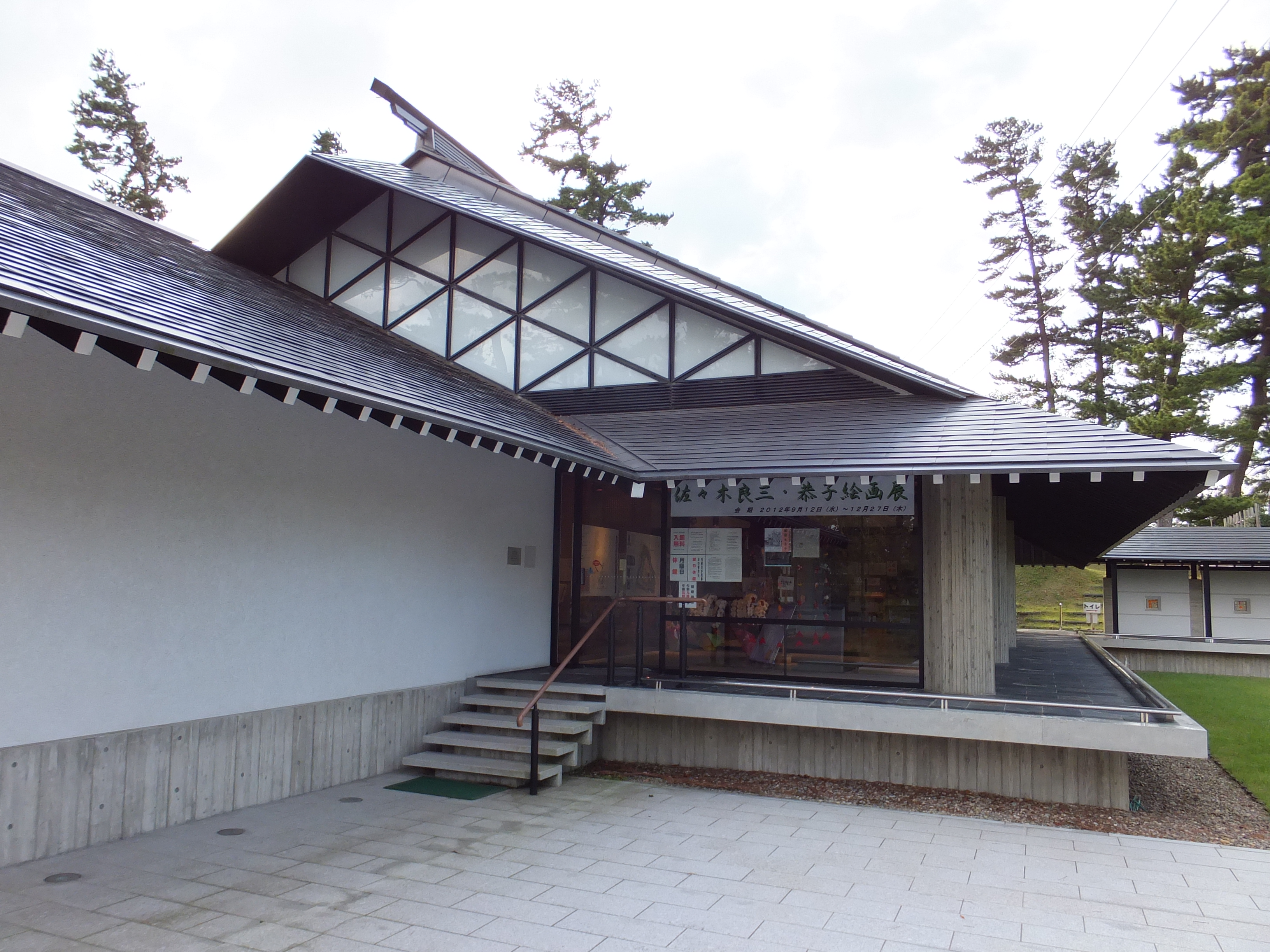
体験学習施設「修身館」

## イベント
- 桜まつり（4月中旬 - 下旬）
- つつじまつり（5月中旬） 
  - 由利本荘市では、春に市内各地で開催される4つの花まつりを「由利本荘 春の花巡り」として一体的にPRしている。

## アクセス
- 鉄道
  - JR羽越本線・由利高原鉄道 羽後本荘駅から徒歩約8分

- 車
  - 日本海東北自動車道 本荘ICから約10分

## 周辺
- 鶴舞温泉